# 東京狭山茶
東京狭山茶（とうきょうさやまちゃ）は、狭山茶のうち、東京都内で生産されるものを区別する時の呼称である。

## 特徴
狭山茶の主産地である埼玉県入間市や所沢市と市境を接する瑞穂町、武蔵村山市、東村山市、東大和市、青梅市などで生産されている日本茶。東京都ではあるが、いずれも入間市・所沢市から自動車移動で10分圏内の市町村であり、環境は変わらない。
狭山茶同様、春と夏の年間2回の製茶を行う。主として、やぶきた、さやまかおりの品種が栽培、生産されている。販売は製造直売型が多い。

## 展開
2008年9月から東大和市のNPO法人が、地元の狭山茶の葉を使った紅茶「東京紅茶」の販売を開始した。既に2000年から狭山茶葉を用いた紅茶の販売が一部で始まっており、東京狭山茶をブランド化した「東京緑茶」の販売も行われていたが、新たに「東京紅茶」のブランド化を目指す。パッケージには東京タワー、原宿の街並み、多摩湖など東京都内の名所がデザインされている。宅地開発の進展で押され気味の地場産業を盛り上げ、街の新たな活性化につなげようという試みである。